# انجمن نگهداری و ذخیره مهمات زیرزمینی کرتلند
انجمن نگهداری و ذخیره مهمات زیرزمینی کرتلند همچنین تحت عنوان (کی یو ام ام اس سی) نیز شناخته می شود، یک انجمن نگهداری  از تأسیسات نیروی هوایی ایالات متحده است که ذخیره، حمل و محافظت از سلاح های هسته ای ایالات متحده را مهیا می کند. کی یو ام ام اس سی با دارا بودن ۳,۰۰۰ کلاهک هسته ای قابل تحویل، جزو گسترده ترین مرکز ذخیره سازی سلاح های هسته ای در جهان می باشد. 

## تاریخچه
این مجموعه که در سال ۱۹۹۲افتتاح شد، در زمینی به مساحت ۵۴ هکتار در پایگاه نیروی هوایی کیرتلند در آلبوکرکی، نیومکزیکو، ایالات متحده، زیر نظر ستاد فرماندهی تهاجمات جهانی نیروی هوایی واقع گردیده است. بعدها این انجمن از جانب مهمات ۸۹۸ ، اسکادران (۸۹۸ ام یو ان اس) و اسکادران امنیتی ۳۷۷ سیستم های سلاح (377 دبلیو اس اس اس) مدیریت می شود. این مرکز نوین می باشد و بیش از ۳۰۰,۰۰۰ فوت مربع و با دارا بودن (۲۸,۰۰۰ متر مربع) به طور کامل در زیر زمین واقع گردیده است.